# Clash of Champions (2019)
Clash of Champions (2019) – gala wrestlingu wyprodukowana przez federację WWE dla zawodników z brandów Raw, SmackDown i 205 Live. Odbyła się 15 września 2019 w Spectrum Center w Charlotte w stanie Karolina Północna. Emisja była przeprowadzana na żywo za pośrednictwem WWE Network oraz w systemie pay-per-view. Była to trzecia gala w chronologii cyklu Clash of Champions.
Podczas gali odbyło się jedenaście walk, w tym dwie podczas pre-show. W walce wieczoru, Seth Rollins pokonał Brauna Strowmana i obronił Universal Championship. W innych ważnych walkach, Kofi Kingston obronił WWE Championship przeciwko Randy’emu Ortonowi, Bayley pokonała Charlotte Flair broniąc SmackDown Women’s Championship i w walce o Raw Women’s Championship pomiędzy Becky Lynch i Sashą Banks zakończyła się zwycięstwem Banks przez dyskwalifikację, ale Lynch zachowała tytuł. W jedynej walce bez tytułu na szali Erick Rowan pokonał Romana Reignsa w No Disqualification matchu dzięki powracającemu Luke’owi Harperowi.

## Produkcja
Clash of Champions oferowało walki profesjonalnego wrestlingu z udziałem wrestlerów należących do brandów Raw i SmackDown. Oskryptowane rywalizacje (storyline’y) kreowane są podczas cotygodniowych gal Raw, SmackDown Live oraz ekskluzywnej dla dywizji cruiserweight 205 Live. Wrestlerzy są przedstawieni jako heele (negatywni, źli zawodnicy i najczęściej wrogowie publiki) i face’owie (pozytywni, dobrzy i najczęściej ulubieńcy publiki), którzy rywalizują pomiędzy sobą w seriach walk mających budować napięcie. Kulminacją rywalizacji jest walka wrestlerska lub ich seria.

### Rywalizacje
Czując, że zasłużyła na szansę na SmackDown Women’s Championship za zwycięstwo nad Trish Stratus na SummerSlam, Charlotte Flair rzuciła wyzwanie panującej mistrzyni Bayley podczas "A Moment of Bliss" 20 sierpnia na odcinku SmackDown. Bayley przyjęła wyzwanie, a walka została zaplanowana na Clash of Champions.
12 sierpnia na odcinku Raw, Universal Champion Seth Rollins zmierzył się z United States Championem i członkiem stajni O.C. AJ Stylesem w non-title champion versus champion matchu, co zaowocowało bójkę z członkami O.C. Lukiem Gallowsem i Karlem Andersonem z Braunem Strowmanem, którzy przyszedł Rollinsowi na pomoc. W następnym tygodniu Rollins i Strowman pokonali Gallowsa i Andersona, aby wygrać Raw Tag Team Championship. Ogłoszono, że Rollins będzie bronić mistrzostwa Universal i Raw Tag Team na Clash of Champions. 26 sierpnia na odcinku Raw, Robert Roode i Dolph Ziggler wygrali Tag Team Turmoil, aby zdobyć walkę o Raw Tag Team Championship podczas gali, podczas gdy później tej samej nocy Strowman wyzwał Rollinsa na walkę Universal Championship, które Rollins zaakceptował.
Podczas walki o WWE Championship na SummerSlam, Randy Orton próbował zaatakować rodzinę Kofiego Kingstona, która była przy ringu. Kingston walczył z Ortonem poza ringiem, w wyniku czego obaj mężczyźni zostali wyliczeni; w ten sposób Kingston zachował tytuł, ale nadal atakował Ortona. Na kolejnym odcinku SmackDown, The New Day (Kingston i SmackDown Tag Team Champions Big E i Xavier Woods) zmierzyli się z Ortonem i The Revival (Scott Dawson i Dash Wilder), w którym zwyciężyli ci drudzy, po czym Orton wykonał RKO na wszystkich trzech członków New Day. Na następnym odcinku Raw, Big E i Woods zmierzyli się z The Revival w walce bez tytułu, który New Day wygrali przez dyskwalifikację z powodu ingerencji Ortona. Kingston przyszedł im z pomocą tylko po to, aby Orton zaatakował Kingstona, podczas gdy The Revival i Orton tymczasowo uszkodzili nogę Woodsa. W następnym tygodniu na SmackDown Orton zagroził, że pójdzie za rodziną Kingstona i pomiędzy nimi ogłoszono rewanż o WWE Championship na Clash of Champions, podczas gdy Big E i Woods mieli bronić SmackDown Tag Team Championship przed The Revival podczas tego wydarzenia.
20 sierpnia w odcinku 205 Live, Drużyna Oneya Lorcana wygrała Captain's Challenge przeciwko Drużynie Drew Gulaka, a Humberto Carrillo i Lorcan byli ostatnimi członkami ich drużyny. W następnym tygodniu, generalny menadżer 205 Live Drake Maverick ogłosił, że Carrillo i Lorcan zmierzą się ze sobą gdzie zwycięzca zawalczy o WWE Cruiserweight Championship z Gulakiem na Clash of Champions Kickoff, którą Carrillo wygrał. 3 września Lince Dorado pokonał Carrillo, czyniąc walkę Triple Threat matchem o tytuł.
20 sierpnia w odcinku SmackDown, Sami Zayn był gościem programu "Miz TV". Zayn stwierdził, że po miesiącach przegranych walk zdał sobie sprawę, że lepiej nadaje się do pomagania ludziom na SmackDown i przedstawił swojego pierwszego klienta, Intercontinental Championa Shinsuke Nakamurę. The Miz zapytał, dlaczego Nakamura łączy się z Zaynem, który powiedział, że Nakamura nie był w stanie wyrazić siebie z powodu bariery językowej i że komunikowałby się dla Nakamury. Miz następnie został pobity przez Nakamurę i Zayna. W następnym tygodniu Miz wyzwał Nakamurę na walkę o Intercontinental Championship na Clash of Champions, a Miz otrzymał kolejny cios. Później walka o tytuł została oficjalnie ogłoszona.
Na SummerSlam, Becky Lynch pokonała Natalyę w Submission matchu, aby zachować Raw Women’s Championship. Na następnym odcinku Raw, Lynch stwierdziła, że szanuje Natalyę i ostrzega resztę kobiecej dywizji. Natalye później wyszła z ramieniem w temblaku i oświadczyła, że znów staną twarzą w twarz. Została wtedy przerwana przez powracającą Sashę Banks (w jej pierwszym występie od WrestleManii 35 w kwietniu). Banks i Natalya uściskały się tylko po to, by Banks zaatakowała Natalyę, przechodząc tym samym heel turn. Lynch przyszła z pomocą Natalyi, ale została zaatakowana przez Banks krzesłem. Banks później wezwała Lynch na walkę o tytuł na Clash of Champions, a Lynch zaakceptowała wyzwanie.
Gdy Roman Reigns przygotowywał się do ogłoszenia swojego przeciwnika na SummerSlam 30 lipca na odcinku SmackDown, niezidentyfikowana osoba wepchnęła sprzęt oświetleniowy na Reignsa na backstage’u. Napastnikiem był początkowo Samoa Joe ze względu na ich poprzednią rywalizację, jednak Joe okazał się niewinny podczas uderzenia i biegu na Reignsa, w którym Joe był świadkiem. Buddy Murphy następnie stał się podejrzanym, ponieważ został zauważony w tle na nagraniu oryginalnego ataku, co skłoniło Reignsa do skontrowania z Murphym na backstage’u. Po tym, jak Reigns miał bójkę z Murphym, Murphy w końcu ujawnił, że atakującym był Erick Rowan. Na SummerSlam Kickoff, Rowan zaatakował Murphy’ego za oskarżenie. Rowan i jego Tag Team partner Daniel Bryan następnie zmusili Murphy’ego do twierdzenia, że kłamie, a Bryan i Rowan przeprowadzili własne śledztwo, aby dowiedzieć się, że atakującym Reignsa był mężczyzna, który wyglądał jak Rowan. Jednak Reigns znalazł dodatkowe nagranie, na którym Rowan popychał sprzęt. To spowodowało, że Bryan i Rowan rozdzielili się z powodu kłamstwa Rowana, a walka pomiędzy Reignsem i Rowanem została zaplanowana na Clash of Champions, który później stał się No Disqualification matchem.
5 sierpnia na odcinku Raw, Alexa Bliss i Nikki Cross pokonały obrończynie tytułu The IIconics (Billie Kay i Peyton Royce), The Kabuki Warriors (Asukę i Kairi Sane) oraz Mandy Rose i Sonyę Deville w Fatal 4-Way Tag Team elimination matchu, aby wygrać WWE Women’s Tag Team Championship. 3 września na odcinku SmackDown, Rose i Deville wyzwały Bliss i Cross o tytuły na gali Clash of Champions. Bliss twierdziła, że nie zasługują na okazję, jednak Cross zaakceptowała walkę bez tytułu na tę noc, którą wygrały Rose i Deville. Następnie ogłoszono walkę o tytuł pomiędzy tymi dwiema drużynami na Clash of Champions.
9 września na odcinku Raw, Cedric Alexander zmierzył się z członkiem O.C. AJ Stylesem o United States Championship tylko po to, by walka zakończyła się dyskwalifikacją z powodu ingerencji innych członków O.C., Luke’a Gallowsa i Karla Andersona. Później tej samej nocy Alexander przypiął Stylesa w Ten-man Tag Team matchu. Następnie ogłoszono, że Styles będzie bronić tytułu w rewanżu z Alexandrem na Clash of Champions Kickoff.

#### Anulowana walka
W sierpniu 2019 reaktywowano turniej King of the Ring — pierwszy raz od turnieju z 2015 — z finałami pierwotnie zaplanowanymi na Clash of Champions. Jednak finały zostały przełożone na odcinek Raw z 16 września, gdzie Baron Corbin pokonał Chada Gable’a ze SmackDown i został "Królem Ringu", zmieniając w ten sposób jego ring name na King Corbin.

## Wyniki walk
| Nr                                                                   | Wyniki | Stypulacje                                           | Czas  |
| -------------------------------------------------------------------- | --- | ---------------------------------------------------- | ----- |
| 1P                                                                   | Drew Gulak (c) pokonał Humberto Carrillo i Lince’a Dorado                                                     | Triple Threat match o WWE Cruiserweight Championship | 11:35 |
| 2P                                                                   | AJ Styles (c) pokonał Cedrica Alexandra                                                                       | Singles match o WWE United States Championship       | 4:00  |
| 3                                                                    | Robert Roode i Dolph Ziggler pokonali Setha Rollinsa i Brauna Strowmana (c)                                   | Tag Team match o WWE Raw Tag Team Championship       | 9:40  |
| 4                                                                    | Bayley (c) pokonała Charlotte Flair                                                                           | Singles match o WWE SmackDown Women’s Championship   | 3:45  |
| 5                                                                    | The Revival (Dash Wilder i Scott Dawson) pokonali The New Day (Big E i Xaviera Woodsa) (c) poprzez submission | Tag Team match o WWE SmackDown Tag Team Championship | 10:15 |
| 6                                                                    | Alexa Bliss i Nikki Cross (c) pokonały Fire and Desire (Mandy Rose i Sonyę Deville)                           | Tag Team match o WWE Women’s Tag Team Championship   | 10:35 |
| 7                                                                    | Shinsuke Nakamura (c) (z Sami Zaynem) pokonał The Miza                                                        | Singles match o WWE Intercontinental Championship    | 9:35  |
| 8                                                                    | Sasha Banks pokonała Becky Lynch (c) przez dyskwalifikację                                                    | Singles match o WWE Raw Women’s Championship         | 20:00 |
| 9                                                                    | Kofi Kingston (c) pokonał Randy’ego Ortona                                                                    | Singles match o WWE Championship                     | 20:50 |
| 10                                                                   | Erick Rowan pokonał Romana Reignsa                                                                            | No Disqualification match                            | 17:25 |
| 11                                                                   | Seth Rollins (c) pokonał Brauna Strowmana                                                                     | Singles match o WWE Universal Championship           | 11:00 |
| (c) – mistrz/mistrzyni przed walkąP – walka miała miejsce w pre-show | |                                                      |       |